# Bruns-Pflanzen-Export
Die Bruns Pflanzen-Export GmbH & Co. KG in Bad Zwischenahn (Niedersachsen) ist eine der größten Baumschulen Europas. Sie ist besonders auf den Bereich Großpflanzen und Export spezialisiert.

## Geschichte
1876 gründete Diedrich-Gerhard Bruns (1853–1925) eine Gärtnerei. Sein Sohn Johann Bruns (1876–1957) übernahm den Betrieb im Jahre 1900 und erweiterte ihn nach dem Vorbild des großen niederländischen Baumschulzentrums Boskoop zu einer Baumschule. 1928 trat der älteste seiner drei Söhne, Erich Bruns (1905–1989), in den Betrieb ein, ein erster Zweigbetrieb wurde in Gristede eröffnet. 1937 trat Wilhelm Bruns (1912–2003) ins Unternehmen ein und begann mit dem überregionalen Pflanzenvertrieb.
Nach Ende des Zweiten Weltkriegs mussten sämtliche Baumschulkulturen auf Befehl der alliierten Besatzung gerodet werden, um dort stattdessen Lebensmittel anzubauen. 1946 begann der Wiederaufbau, ab den 1960er Jahren wuchs insbesondere der Exportzweig stark und machte Bruns überregional unter dem Namen „Deutsche Exportbaumschule“ bekannt. Mitte der 1970er Jahre begann man mit der Kultur von Containerpflanzen. 1977 trat in vierter Generation Johann Diedrich („Jan-Dieter“) Bruns ins Unternehmen ein.
1997 wurde das Verwaltungsgebäude und Logistikzentrum neu gebaut.

## Heutige Struktur
Auf mehr als 500 Hektar werden heute mit etwa 300 Mitarbeitern über 4.000 Pflanzenarten bzw. -sorten herangezogen. Besonders bekannt ist Bruns für seine Großbäume, mit einem Stammumfang von bis zu 1,20 m und mehr, einer Wuchshöhe von bis zu 14 m und einer Kronenbreite bis 8 m. Das operative Geschäft ist in zwei Sparten gegliedert, „Pflanzen für den Garten- und Landschaftsbau“ und „Pflanzen für Gartencenter“, mit jeweils eigenständigem Vertriebs- und Servicesystem.
Viele EDV-Lösungen der Branche (z. B. Gartenplanungs-Programme) basieren auf den Stammdaten des in Branchenkreisen weit verbreiteten Bruns-Sortimentskataloges.

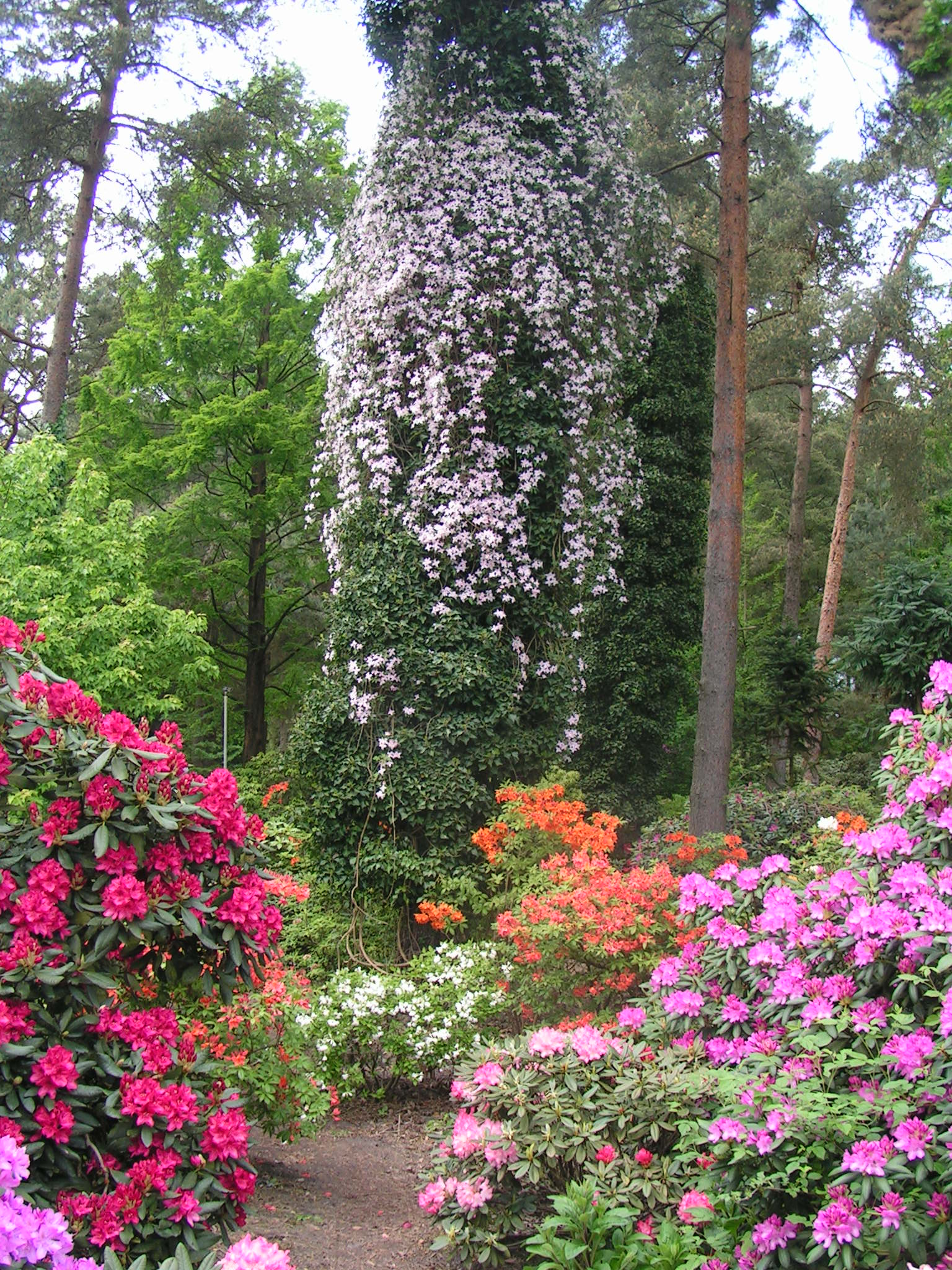
Azaleen und Rhododendren im Gristeder Wald

Geschäftsführer ist derzeit Johann Diedrich Bruns. Komplementärin ist die Bruns-Pflanzen-Export Beteiligungs-GmbH.

## Auszeichnungen und Ehrungen
Die Johann-Bruns-Allee in Bad Zwischenahn wurde nach dem Gründer benannt. Im Oktober 1992 wurde Seniorchef Wilhelm Bruns mit der höchsten Auszeichnung des deutschen Gartenbaues, der Georg-Arends-Gedächtnismünze geehrt.

## Rhododendronpark
Wenige Kilometer vom Sitz entfernt betreibt die Firma Bruns im Gristeder Wald einen frei zugänglichen Rhododendronpark. Auf insgesamt 15 Hektar werden rund 1000 Rhododendren und Freilandazaleen präsentiert. Neben der Funktion als Naherholungsgebiet dient der Park auch der Präsentation der eigenen Zuchterfolge. Die Sammlung der selbstgezüchteten Rhododendren umfasst derzeit rund 150 Sorten.